# Ishmael El-Amin
Ishmael El-Amin (Minnetonka, Minnesota; 2 de diciembre de 1998) es un baloncestista estadounidense que pertenece a la plantilla del Hapoel Gilboa Galil de la Ligat ha’Al israelí. Con 1,89 metros de estatura, juega en la posición de base. Es hijo del exjugador profesional Khalid El-Amin.

## Trayectoria deportiva

### Universidad
Jugó cuatro temporadas con los Cardinals  de la Universidad Estatal Ball, en las que promedió 10,4 puntos, 2,5 rebotes y 2,0 asistencias por partido. En 2020 fue incluido en el tercer mejor quinteto de la Mid-American Conference, mientras que al año siguiente lo fue en el segundo.
Para su última temporada fue transferido a los Rams de la Universidad de Rhode Island, donde acabó promediando 6,5 puntos y 1,8 rebotes por partido.

### Profesional
Tras no ser elegido en el Draft de la NBA de 2022, firmó su primer contrato profesional con el BC Shumen de la liga de Bulgaria, donde acabó la temporada como máximo anotador de la competición, promediando 24,2 puntos por partido.
En el verano de 2023 fichó por el equipo letón del BK Ventspils de la Latvian-Estonian Basketball League, donde jugó una temporada, en la que acabó nuevamente como máximo anotador de la competición, promediando 20,0 puntos por partido.
En 2024 fichó por el Hapoel Gilboa Galil de la Ligat ha’Al israelí. 